# 319 до н. е.

## Події
- регент Македонського царства Полісперхон
- почалася друга війна діадохів
- місто Сеута підкорене карфагенянами

## Померли
- Антипатр — діадох.